# Karl Richter
Karl Richter, född 14 december 1876 i Botkyrka församling, död 30 november 1959 i Stockholm, var en svensk sportskytt.
Han blev olympisk bronsmedaljör i Antwerpen 1920.